# ۲۰۱۰: سالی که ما ارتباط برقرار کردیم
۲۰۱۰: سالی که ما ارتباط برقرار کردیم (انگلیسی: 2010: The Year We Make Contact) فیلمی در ژانر علمی–تخیلی و ماجراجویی به نویسندگی، کارگردانی و تهیه‌کنندگی پیتر هایمز است که در سال ۱۹۸۴ منتشر شد. این فیلم دنباله فیلم  ادیسه فضایی استنلی کوبریک است و بر اساس رمان ۲۰۱۰: ادیسه دو اثر آرتور سی. کلارک ساخته شده‌است.

## خلاصه داستان
دولت آمریکا متوجه می‌شود که روس‌ها قصد دارند به سیارهٔ مشتری سفر کنند تا اطلاعات تازه‌ای دربارهٔ فضاپیمای «اکتشاف» که هنوز به دور سیاره می‌چرخد، به دست آورند. اما خیلی زود فضانوردان دو کشور با توافق دولت‌های شان، سفری مشترک را آغاز می‌کنند.

## بازیگران
- روی شایدر
- جان لیسگو
- هلن میرن
- باب بالابان
- داگلاس رین
- ماری جو دشانل
- کندیس برگن
- مدولین اسمیت اسبرن